# Stade Municipal d'Aït Melloul
Stade Municipal d'Aït Melloul – stadion piłkarski w Maroku, na którym gra Union Aït Melloul. 

## Informacje
Obiekt może pomieścić 5000 widzów. Powierzchnia stadionu jest zrobiona z sztucznej trawy. Stadion znajduje się na Boulevard de l'Indépendance.